# Chozas de Abajo
Chozas de Abajo és un municipi de la província de Lleó situat a 18 km de Lleó.
El tret predominant del municipi és l'abundant i tradicional arquitectura rural que allotja. Adobe i tapial units a fusta conformen la immensa majoria dels habitatges d'aquesta zona del páramo Lleonès. A això s'uneix l'ampli cens de cellers de vi subterranis que poblen el paisatge dels seus diferents nuclis de població.

## Pedanies del municipi
- Antimio de Arriba
- Ardoncino
- Banuncias
- Cembranos
- Chozas de Abajo
- Chozas de Arriba
- Meizara
- Mozondiga
- Villar de Mazarife